# Gordon Jackson (avocat)
Ne doit pas être confondu avec Gordon Jackson.
Pour les articles homonymes, voir Jackson.
William Gordon Jackson, né le 5 août 1948 à Ardrossan, est un avocat britannique et un homme politique écossais.
Il est député travailliste au Parlement écossais de 1999 à 2007 pour la région électorale de Glasgow Govan (en). De 2016 à 2020, il est le doyen de la Faculté des avocats (en).

## Formation et débuts
Gordon Jackson fait ses études à l'Académie Ardrossan et étudie le droit à l'Université de St Andrews. En 1979, il est admis à la Faculté des avocats et devient avocat suppléant de 1987 à 1990. Il est admis au barreau d'Angleterre et du Pays de Galles (Lincoln's Inn) en 1979 et nommé Conseiller de la reine (QC) en Écosse en 1990.

## Carrière politique
Gordon Jackson est élu député de Govan Glasgow au Parlement écossais lors des élections législatives écossaises de 1999. En parallèle de son mandat, il continue ses fonctions d'avocat au barreau provoquant des critiques dans certains milieux.
Il est réélu aux élections de 2003. Il est surnommé « Crackerjack », pour être arrivé à plusieurs reprises au Parlement juste avant 17 h 00 ; ce surnom est une référence au programme pour enfants Crackerjack! (en), qui commençait à 16 h 55. 
Aux élections de 2007, il est défait par la cheffe adjointe du Parti national écossais de l'époque Nicola Sturgeon.

## Carrière juridique
Gordon Jackson continue de plaider au barreau d'Écosse. Au cours de sa carrière, il a été pressenti pour devenir sénateur du Collège de justice (en) par le Sunday Herald.
En 2016, il devient doyen de la Faculté des avocats.
Il est l'avocat principal de la défense dans le procès d'Alex Salmond, qui a été acquitté de toutes les charges.
Le 3 avril 2020, Gordon Jackson annonce son intention de démissionner de son poste de doyen de la Faculté avec effet au 30 juin 2020 au plus tard. Cette annonce intervient à la suite de rapports selon lesquels il s'était dénoncé lui-même auprès de la Scottish Legal Complaints Commission après la publication de vidéos de lui dans lesquelles il semblait nommer deux des femmes qui alléguaient des agressions sexuelles commises par Alex Salmond, en violation des règles qui protègent l'anonymat des plaignants. Gordon Jackson a été reconnu coupable de faute professionnelle.

## Vie privée
En 1972, Gordon Jackson épouse Anne Stevely. Ils ont deux filles et un fils. Il est vice-président honoraire de l'English-Speaking Union Scotland.